# 沙利文咖啡館
沙利文咖啡館（Sullivan's Hot Chocolate），是中华民国时期上海市一著名咖啡厅和西点店。

## 历史
沙利文咖啡馆设立于1912年，最初位于抛球场，后搬迁至南京路11号，并在静安寺路开设分店。1930年代时，沙利文是上海最知名的食品企业之一。1941年日军占领上海公共租界后，沙利文被日军接管。抗日战争之后，沙利文恢复营业。但1949年之后，沙利文和马宝山糖果饼干公司合并为上海益民食品四厂。